# Masaki Ogawa
Masaki Ogawa (小川 雅己 Ogawa Masaki?, nacido el 3 de abril de 1975 en Shizuoka) es un exfutbolista japonés. Jugaba de defensa y su último club fue el FC Osaka de Japón.

## Trayectoria

### Clubes
| Club               | País  | Año         |
| ------------------ | ----- | ----------- |
| Kashima Antlers    | Japón | 1994 - 1997 |
| Kyoto Purple Sanga | Japón | 1997 - 1998 |
| Cerezo Osaka       | Japón | 1999 - 2000 |
| Shonan Bellmare    | Japón | 2000        |
| Mito HollyHock     | Japón | 2001 - 2003 |
| Thespa Kusatsu     | Japón | 2004 - 2005 |
| Zweigen Kanazawa   | Japón | 2006        |
| FC Osaka           | Japón | 2007        |

## Palmarés

### Títulos nacionales
| Título             | Club            | País  | Año  |
| ------------------ | --------------- | ----- | ---- |
| J1 League          | Kashima Antlers | Japón | 1996 |
| Copa J. League     | Kashima Antlers | Japón | 1997 |
| Copa del Emperador | Kashima Antlers | Japón | 1997 |